# ペイ・フォン
「ペイフォン feat.ウィズ・カリファ」（Payphone (feat.Wiz Khalifa)）はアメリカのバンド、マルーン5の楽曲。2012年4月17日に公開、日本では4月18日に配信開始された。4thアルバム『オーヴァーエクスポーズド』から先行シングルとしてリリース。

## 解説
「ムーブス・ライク・ジャガー」で挑戦した外部ソングライターとの共作を継続している。ラッパーのウィズ・カリファをフィーチャーしながらも、サウンドはポップな仕上がりになっている。
ヒットチャートでは、バンドにとって初となる全英シングルチャート1位を獲得。Canadian Hot 100でも1位となった。
イギリスのオフィシャル・チャート・カンパニー（OCC）が発表した「UKで2012年最も売れたシングル・トップ10」で第7位となり、アメリカでは「2012年に全米で最もラジオで流された曲トップ10」第8位となった。また、国際レコード産業連盟（IFPI）が発表した「2012年の全世界シングル・セールス・ランキング」（Global Singles Best Sellers in 2012）では、第5位になった（「ワン・モア・ナイト」も第8位にランクインしている）。
フジテレビ系『おじゃマップ』番組内で使用されていた。

## 収録曲
| #  | タイトル                             | 作詞・作曲 | 時間 |
| -- | ------------------------------------ | --- | ---- |
| 1. | 「ペイフォン feat.ウィズ・カリファ」 | アダム・レヴィーン、ベンジャミン・レヴィン、アマー・マリック、ダン・オメリオ、シェルバック、キャメロン・トーマズ | 3:51 |